# Paul W. S. Anderson
Paul William Scott Anderson (Newcastle upon Tyne, 4 de marzo de 1965), más conocido como Paul W. S. Anderson, es un director, guionista y productor de cine británico especializado en películas de ciencia ficción.

## Biografía
Anderson debutó en la dirección con Shopping (Shopping: de tiendas), película de 1994 con Jason Isaacs, Jude Law, Sean Bean, Sean Pertwee, Sadie Frost y Fraser James en el reparto.
Soldier (1998), protagonizada por Jason Isaacs, Kurt Russell y Connie Nielsen, narra la historia de un soldado veterano, que ha quedado obsoleto tras la creación de una nueva raza de guerreros.
En 2002 se estrenó Resident Evil, largometraje basado en el videojuego homónimo y que dio comienzo a una saga de películas en las que Anderson se ha mantenido como guionista y/o productor, y que, a fecha de hoy, ha dado seis películas. Para esta película el director afirmó haberse encerrado durante dos meses para jugar al videojuego y así empaparse de la historia, incluso obligando al resto del equipo a hacer lo mismo. En ella Alice (Milla Jovovich) y Rain (Michelle Rodríguez) forman parte del comando encargado de entrar en la corporación Umbrella a investigar y tomar el control de la estación científica La Colmena.
La secuela de Resident Evil se tituló Resident Evil: Apocalypse, y volvió a estar protagonizada por Milla Jovovich, teniendo que volver a enfrentar a los muertos vivientes, pero también a la misma Corporación Umbrella.
Obsesionado con Alien desde niño, en 2004 estrenó AVP: Alien vs. Predator (Alien vs. depredador, Alien vs. Predator), película en la que enfrenta a las dos razas aliénigenas en una pirámide enterrada en la nieve de la Antártida. Protagonizada por Sanaa Lathan, Raoul Bova y Lance Henriksen, el filme se rodó en Praga (República Checa).
En la tercera entrega de la saga Resident Evil, Resident Evil: Extinción, Russell Mulcahy tomó las riendas de la dirección, mientras que Anderson se mantuvo como guionista. En esta tercera aventura, Alice (Jovovich) se suma al ejército de Carlos Oliveira (Oded Fehr) y L.J. (Mike Epps).
En 2008 Anderson dirigió un remake de la película de David Carradine y Sylvester Stallone Death Race 2000. Titulada Death Race, la cinta fue estrenada el 21 de septiembre de 2008. Ambientada en un futuro no muy lejano, donde los reality shows se han convertido en espectáculos sangrientos en los que los contrincantes luchan a muerte, contó con los actores Jason Statham, Ian McShane, Tyrese Gibson y Joan Allen.
El 10 de septiembre de 2010 fue la fecha elegida para el estreno de Resident Evil: Afterlife, la cuarta película de la saga, en la que, una vez más, Anderson repitió como guionista. El 14 de septiembre de 2012 se estrenó Resident Evil: Venganza, donde esta vez vuelve como director. El 27 de enero de 2016 finalmente se estrenó Resident Evil: The Final Chapter, concluyendo la saga de seis películas en la franquicia.
En 2020 dirigió la película Monster Hunter, basada en la famosa franquicia de videojuegos de Capcom.

### Vida privada
Anderson es padre de una niña llamada Ever, nacida el 3 de noviembre de 2007, tras cuatro años de noviazgo con la modelo y actriz ucraniana Milla Jovovich, a quien dirigió en la saga de películas de Resident Evil. Anderson y Jovovich se casaron un año y medio después, el 22 de agosto de 2008, en su casa de Beverly Hills (California). Después ha tenido dos hijas más con ella, Dashiel y Osian.

## Filmografía

### Cine y televisión
| Año  | Título                           | Director | Productor | Escritor | Notas                                          |
| ---- | -------------------------------- | -------- | --------- | -------- | ---------------------------------------------- |
| 1994 | Shopping                         | Sí       |           | Sí       |                                                |
| 1995 | Mortal Kombat                    | Sí       |           |          |                                                |
| 1997 | Event Horizon                    | Sí       |           |          |                                                |
| 1998 | Soldier                          | Sí       |           |          |                                                |
| 2000 | The Sight                        | Sí       | Sí        | Sí       | Piloto de TV, productor ejecutivo              |
| 2002 | Resident Evil                    | Sí       | Sí        | Sí       |                                                |
| 2004 | Alien vs. Predator               | Sí       |           | Sí       | Historia                                       |
| 2004 | Resident Evil: Apocalypse        |          | Sí        | Sí       |                                                |
| 2005 | The Dark                         | Sí       |           |          |                                                |
| 2006 | Drift                            | Sí       | Sí        |          | Piloto de TV, productor ejecutivo              |
| 2006 | DOA: Dead or Alive               |          | Sí        |          |                                                |
| 2007 | Resident Evil: Extinction        |          | Sí        | Sí       |                                                |
| 2008 | Death Race                       | Sí       | Sí        | Sí       | Historia                                       |
| 2009 | Pandorum                         |          | Sí        |          |                                                |
| 2010 | Resident Evil: Afterlife         | Sí       | Sí        | Sí       |                                                |
| 2010 | Death Race 2                     |          | Sí        | Sí       | Directo a video, historia                      |
| 2011 | Los tres mosqueteros             | Sí       | Sí        |          |                                                |
| 2012 | Resident Evil: Retribution       | Sí       | Sí        | Sí       |                                                |
| 2013 | Death Race 3: Inferno            |          | Sí        | Sí       | Directo a video, historia                      |
| 2014 | Pompeii                          | Sí       | Sí        |          |                                                |
| 2017 | Resident Evil: The Final Chapter | Sí       | Sí        | Sí       |                                                |
| 2018 | Origin                           | Sí       | Sí        |          | 2 episodios, productor ejecutivo               |
| 2018 | Death Race: Beyond Anarchy       |          | Sí        | Sí       | Directo a video, historia, productor ejecutivo |
| 2020 | Monster Hunter                   | Sí       | Sí        | Sí       |                                                |